# Neoleonardia delicatula
Neoleonardia delicatula är en insektsart som först beskrevs av Robert Malcolm Laing 1929.  Neoleonardia delicatula ingår i släktet Neoleonardia och familjen pansarsköldlöss. Inga underarter finns listade i Catalogue of Life.